# Hoplothrips baileyi
Hoplothrips baileyi är en insektsart som beskrevs av Cott 1956. Hoplothrips baileyi ingår i släktet Hoplothrips och familjen rörtripsar. Inga underarter finns listade i Catalogue of Life.